# Exotica (Film)
Exotica ist ein Filmdrama des kanadischen Regisseurs Atom Egoyan aus dem Jahr 1994, das in und um ein Torontoer Nachtlokal gleichen Namens spielt. Die Handlung ist nicht immer chronologisch, so dass der Zuschauer erst gegen Ende alle Zusammenhänge versteht.

## Handlung
Der Bilanzgutachter Francis ist Stammgast im Stripteaselokal Exotica, in dem die Tänzerinnen jeweils auf bestimmte Rollen spezialisiert ist. Eine von ihnen, Christina, die als unschuldiges Schulmädchen auftritt, lässt Francis regelmäßig gegen Bezahlung für sich privat zu seinem Tisch kommen. Dabei scheint es ihm jedoch nicht um sexuelle Erregung zu gehen, sondern darum, mit Christina Gespräche zu führen. Die beiden werden von Eric, Christinas Exfreund und Erzeuger des Kindes der schwangeren Clubbesitzerin Zoé, eifersüchtig von seinem DJ-Pult aus beobachtet. In Rückblenden wird die Beziehung zwischen Eric und Christina aus einer anderen Perspektive gezeigt: Die beiden lernten sich bei einer Suchaktion kennen, und beim Anbandeln vermittelt Eric einen überraschend sensiblen Eindruck.
Francis’ psychischer Verfall wird deutlich, als er seine Nichte Tracy, die Tochter seines an den Rollstuhl gefesselten Bruders Harold, immer wieder zum Babysitten zu sich holt, obwohl sein Haus – trotz Anzeichen einer Familie – verlassen ist. Sie nutzt die Zeit, um Flötespielen zu üben, bis ihr die Sache irgendwann zu unheimlich wird und sie ihn bittet, sie nicht mehr zu bezahlen.
Schließlich wird Francis aus dem Club geworfen, nachdem Eric ihn dazu verleitet hat, sie während eines Tanzes zu berühren, obwohl die Regeln dies ausdrücklich verbieten. Daraufhin erpresst Francis den Zooladenbesitzer Thomas, dessen Rechnungsbücher von ihm derzeit geprüft werden und die Unregelmäßigkeiten aufweisen. Da Thomas’ Nebengeschäft, der Schmuggel exotischer Vogeleier, und die damit zusammenhängende Steuerhinterziehung aufzufliegen drohen, willigt er ein, Francis dabei zu helfen, ins Exotica zu gehen und Eric nach draußen zu locken. Francis hat vor, Eric zu erschießen.
Währenddessen stellen Christina und Zoé, die die Täuschung längst durchschaut haben, aber nichts gegen Francis’ Rauschmiss tun können, Eric zur Rede. Nebenbei erfährt er, dass Francis’ Frau mit Harold fremdging, was erst durch den Autounfall, bei dem Eric mit einer Querschnittslähmung überlebte, bei dem Francis’ Frau jedoch starb, zutage kam. Zuvor wurde Francis des Mordes an seiner eigenen Tochter verdächtig, ehe der tatsächliche Täter gefasst wurde. Kurz nach dem Gespräch mit Zoé fingiert Thomas einen Zwischenfall, um Eric nach draußen zu locken, wo Francis bereits auf ihn wartet.
Eric, der mittlerweile erkannt hat, um wen es sich bei Francis tatsächlich handelt, deeskaliert die Konfrontation sofort, indem er erklärt, er und Christina seien diejenigen gewesen, die die Leiche seiner Tochter damals gefunden hatten.
Eine letzte Rückblende zeigt, wie Francis Christina nach dem Babysitten (als seine Tochter noch lebte) nach Hause fährt. Francis ist ein glücklicher Mann, der stolz auf sein Kind ist. Christinas Worte beim Abschied hingegen deuten darauf hin, dass in ihrer Familie Missbrauch und Gewalt stattfinden. Francis verspricht ihr, dass sie sich auch in Zukunft auf ihn verlassen könne.

## Kritiken
Das Lexikon des internationalen Films beschrieb den Film als „virtuos verschachtelt“ und als „intelligentes Vexierspiel“.
Die New York Times bemerkt: „Herr Egoyan setzt seine bedeutende, kompromisslose Laufbahn fort.“ Peter Travers vom Rolling Stone sprach dem Regisseur einen „erlesenen Geschmack“ zu, und nannte den Film seine bisher „ausgereifteste und verführerischste Arbeit“. Leonard Klady sprach bei Variety am 16. Mai 1994 von einem „eindringliche[n], eisige[n] Erlebnis.“

“In Egoyan’s films, there’s an invisible force field that separates one character from another, making them all voyeurs […] When that force field is broken, it’s a powerful moment, […] not a whodunit, but a whoarethey”

„In Egoyans Filmen ist ein unsichtbares Kraftfeld vorhanden, das die Figuren auseinanderhält und sie allseits zu Voyeuren macht […] wenn es zusammenbricht, ist das eine mächtige Sache […] weniger ein Whodunit als ein Whoarethey“

„3sat-fähig. […] Von diesem Film werden bleiben: ein prätentiöses Konzept und eine offene Bluse.“

“we’re damned if we can tell what that point is. […] And then there is the music of Leonard Cohen, adding to general feelings of loneliness and denial that hang over the club scenes like the smell of a dead wolverine (a wolverine because this film takes place in Canada, eh?). […] In short, Exotica is a random collection of neurotic characters […] We sat at the end of the film, mouths gaping wide, saying ‘No! No! What? Credits? But nothing HAPPENED!’”

„wir haben keinen Schimmer, um was es eigentlich geht […] Und dann ist da die Musik von Leonard Cohen, die zu dem allgemeinen Gefühl von Einsamkeit und Versagen beiträgt, die über den Clubszenen hängt wie der Geruch nach totem Marder (Marder weil das in Kanada spielt, ja?) […] kurzgesagt ist Exotica ein zufälliges Potpourri neurotischer Figuren […] Am Ende ruft man dann baff: ‚Nein! Nein! Was? Nachspann? Aber es ist doch gar nichts PASSIERT!‘“

## Hintergründe
Das Budget betrug etwa 2 Millionen CAD. Die Einnahmen in den USA betrugen über 5,1 Millionen US-Dollar. Gedreht wurde in Toronto. Der Film wurde erstmals im Mai 1994 bei den Internationalen Filmfestspielen von Cannes vorgestellt. Es wurden deutschsprachige VHS-Kassetten veröffentlicht.
„Everybody Knows“ wird von Leonard Cohen dargeboten (vom Album „I’m Your Man“). Das Impromptu op. 90 Nr. 4 von Franz Schubert spielt Eve Egoyan, die Schwester des Regisseurs.

## Auszeichnungen (Auswahl)
Der Film wurde 1994 am Toronto International Film Festival als bester kanadischer Spielfilm ausgezeichnet. Atom Egoyan gewann 1994 den FIPRESCI-Preis bei den Internationalen Filmfestspielen von Cannes, nominiert war er für die Goldene Palme. Bei den Genie Awards gewann Exotica in acht von zwölf nominierten Kategorien. 1995 zeichnete ihn das Syndicat Français de la Critique de Cinéma als bester ausländischer Film aus. Bei den Independent Spirit Awards 1996 wurde Atom Egoyan in der Kategorie Best Foreign Film nominiert.